# Frank Colacurcio
Francis „Frank“ Colacurcio, Sr. (* 18. Juni 1917 in Seattle, Washington; † 2. Juli 2010 in Lake Forest Park, Washington) war ein italienisch-US-amerikanischer Geschäftsmann aus Seattle und bekannt für sein millionenschweres Strip-Club-Imperium  in King County und Pierce County (Washington), welches nachweislich mit organisierter Kriminalität in Verbindung gebracht wurde. Er wurde als eine Art Pate des pazifischen Nordwestens angesehen.
Einige Medien nahmen an, dass die Colacurcio-Familie Teil der amerikanischen Cosa Nostra sei, jedoch waren sie keine Mafia-Mitglieder und verfügten über keine hierarchische Befehlskette wie es bei der Cosa Nostra üblich ist, auch wenn Frank Colacurcio sich Anfang der 1970er Jahre mit Salvatore „Bill“ Bonanno, getroffen haben soll, um eine Partnerschaft zu diskutieren. Vielmehr leitete er ein eigenständiges Imperium, welches Verbrecher und korrupte Beamte einschloss.

## Leben

### Frühe Jahre
Geboren am 18. Juni 1917 als Sohn von Einwanderern aus Süditalien, war Colacurcio das älteste von neun Kindern und arbeitete auf der Gemüsefarm seines Vaters in Seattle. Er flog von der Schule, bevor er die achte Klasse beendet hatte und arbeitete später als Metzger, Farmer, LKW-Fahrer und als Fabrik-Arbeiter. Mit 18 Jahren eröffnete er eine eigene Lkw-Firma.
1943 wurde Colacurcio wegen Sex mit einem minderjährigen Mädchen verurteilt und wurde zu etwas länger als ein Jahr in Haft verurteilt.

### Kriminelle Karriere
Anfang der 1950er Jahre benutzte er Schläger und Drohungen, um Seattles Jukebox, Pinball und das Zigarettenautomaten-Geschäft zu kontrollieren. Ab dem Jahr 1957 suchte Colacurcio auch nach Wegen, um nach Portland, Oregon zu expandieren, arbeitete mit James „Big Jim“ Elkins zusammen und lenkte damit die Aufmerksamkeit eines US-Senatsausschusses, der das organisierte Verbrechen untersuchte, auch auf sich.
In den 1960er Jahren hielt Colacurcio Beteiligungen an mehreren Bars, Restaurants und Diskotheken in Seattle. Er eröffnete im Jahr 1962 einen eigenen Biergarten und etablierte im Jahr 1965 mit seinem Strip-Klub Firelite Room, das Go-go-Dancing in Seattle.
Seit Jahren hielt die gut verankerte Toleranzpolitik in Seattle und King County die Polizei davon ab, ihn zu belästigen, bis der reformorientierte King County-Staatsanwalt namens Chris Bayley und der renommierte US-Rechtsanwalt aus Seattle namens Stan Pitkin, Untersuchungen anstellten.
Im Jahr 1971 wurde Colacurcio wegen Erpressung verurteilt, da er illegale Bingokarten in den Staat gebracht hatte und die Staatsanwaltschaft den Nachweis erbrachte, dass die Polizei von Colacurcio bezahlt wurde um illegale Glücksspielaktivitäten in den Gebirgsstuben zu ignorieren. Ein Nachtclub-Besitzer bezeugte, dass er Colacurcio 3000 U.S.-Dollar pro Monat für Polizei-Schutz bezahlte. Etwa zur gleichen Zeit berichteten Staatspolitiker, dass Colacurcio in Yakima mit Salvatore „Bill“ Bonanno, dem Sohn des legendären New Yorker Bonanno-Chefs Joseph „Joe Bananas“ Bonanno, Sr. getroffen hätte, um eine Partnerschaft zu diskutieren. Colacurcio antwortete gegenüber einem Reporter, dass er und seine Familie nach Yakima gegangen waren, um Paprika zu kaufen, „aber ich habe keine Bananen gewählt“.
Obwohl er Gefängnisstrafen für die Verurteilung von 1971 und einer Verurteilung von 1981 wegen steuerlichen Betrugsfällen erhielt, eröffnete Colacurcio topless Tavernen und Strip-Clubs – ein weiteres Cash-Geschäft, das Profit-Skimming – im gesamten Seattle-Gebiet und darüber hinaus, schließlich in mindestens 10 Western Staaten. Strafverfolgungsbehörden, die 1984 zusammengebunden wurden, trieben ihn aus vielen Staaten.
Gegenüber einem Bundesanwalt soll Colacurcio sich im Jahr 1995 wie folgt geäußert haben: „Ich werde niemals im Ruhestand sein. Nicht, bis ich im Grab bin.“
Im Jahr 2003 begann in Seattle eine Untersuchung, bekannt als „Strippergate“, mit Schwerpunkt auf Strip-Klubs im Besitz von Frank Colacurcio, Sr. und seinem Sohn, Frank Colacurcio, Jr., welche in Verbindung mit dem organisierten Verbrechen stünden. Strip-Clubs von Colacurcio in King-, Pierce- und Snohomish County sollen als Fassade für Bordelle verwendet worden sein. Im Jahr 2005 wurden sowohl Frank Sr. als auch Frank Jr. angeklagt, aber im Februar 2006 freigesprochen.
Im März 2006 startete das FBI eine neue Untersuchung. Am 2. Juni 2008 führte die lokale Polizei und Bundes-Agenten Razzien in Colacurcios Wohnsitz und Geschäftsräumen durch. Am 30. Juni 2009 wurden dann Colacurcio Sr., sein Sohn und die Gesellschafter Leroy R. Christiansen, David C. Ebert, Steven M. Fueston und John Gilbert Conte, nach einer jahrelangen Untersuchung wegen Vorwürfen von Prostitution und Geldwäsche, wegen Verschwörung und Erpressung angeklagt.

### Tod
Noch während er unter Anklage stand, starb Frank Colacurcio senior am 2. Juli 2010 im Alter von 93 Jahren im University of Washington Medical Center an Herzinsuffizienz. Er wurde auf dem Acacia Memorial Park & Funeral Home in Lake Forest Park (Washington) zur letzten Ruhe gebettet.
Im September 2010 wurde Frank Colacurcio, Jr. zu 366 Tagen Haft verurteilt. Vier Strip-Klubs der Colacurcios wurden geschlossen. Die Regierung beschlagnahmte die Klubs und andere Immobilien im Wert von 4,5 Millionen Dollar.